# 2048 Dwornik
2048 Dwornik је астероид чија средња удаљеност од Сунца износи 1,953 астрономских јединица (АЈ).
Апсолутна магнитуда астероида је 13,50.